# Campeonato Gaúcho 1951
In 1951 werd het 31ste Campeonato Gaúcho gespeeld voor voetbalclubs uit de Braziliaanse staat Rio Grande do Sul. Er werden regionale competities gespeeld en de kampioenen ontmoetten elkaar in de finaleronde die gespeeld werd van 9 december 1951 tot 13 januari 1952. Internacional werd kampioen. 

## Eindstand
| Plaats | Club          | Wed. | W | G | V | Saldo | Ptn. |
| ------ | ------------- | ---- | - | - | - | ----- | ---- |
| 1.     | Internacional | 4    | 2 | 2 | 0 | 11:7  | 6    |
| 2.     | Pelotas       | 4    | 1 | 3 | 0 | 7:6   | 5    |
| 3.     | Rio Grande    | 4    | 0 | 1 | 3 | 7:12  | 1    |

## Kampioen
| Campeonato Gaúcho de 1951          |
| Porto Alegre                       |
| ---------------------------------- |
| INTERNACIONAL Kampioen (12° titel) |